# Anomalon tisisthenes
Anomalon tisisthenes là một loài tò vò trong họ Ichneumonidae.